# Carl Ludwig Hablitz
Carl Ludwig Hablitz, auch Habliz, Hablizl oder Karl Iwanowitsch Gablitz, Gabliz, russisch Карл Иванович Габлиц (* 2. April 1752 in Königsberg, Königreich Preußen; † 9. Oktoberjul. / 21. Oktober 1821greg. in Sankt Petersburg) war ein deutschstämmiger, russischer Naturforscher, Forschungsreisender und Staatsbeamter. Sein offizielles botanisches Autorenkürzel lautet „Hablitz“ oder auch „Hablizl“.

## Leben
Hablitz kam 1758 mit seinem Vater über Riga nach Moskau, wo er ab 1768 an der dortigen Universität studierte. Von 1769 bis 1773 nahm er als Student an den Forschungsreisen von Samuel Gottlieb Gmelin nach Südrussland und Persien teil. Anschließend kehrte er an die Universität zurück, wo er sein Studium beendete. 1776 wurde er am Botanischen Garten in Astrachan angestellt. 1781 war er Mitglied einer Expedition zum Kaspischen Meer. Nach der Annexion der Krim durch das Russische Kaiserreich im Jahr 1783 wurde er von der Petersburger Akademie der Wissenschaften aufgrund seiner Expeditionserfahrung mit der Erkundung der neuen Provinz Taurien beauftragt. Neben der Vermessung dieses Teils Neurusslands führte er geologische, botanische, zoologische, zoogeographische Forschungen und Untersuchungen des Klimas durch. 1788 wurde er Vizegouverneur der Provinz Taurien.
1802 ging er in den Staatsdienst nach St. Petersburg und wurde Generaldirektor der staatlichen Wälder in der Forstabteilung des Finanzministeriums. Unter seiner Leitung wurden die ersten Forstschulen in Russland gegründet. Außerdem war er Berater von Paul I. in Angelegenheiten der ausländischen Kolonisten, speziell der Wolgadeutschen.
1809 ging Hablitz in den Ruhestand. Seit 1776 war er korrespondierendes und seit Dezember 1796 Ehrenmitglied der Russischen Akademie der Wissenschaften.
Hablitz starb im Alter von 69 Jahren in St. Petersburg. Er wurde auf dem lutherischen Teil des Wolkowo-Friedhofs beigesetzt.
Er war der Großvater des Komponisten Alexander Serow und der Urgroßvater des Malers Walentin Serow.

## Schriften (Auswahl)
- Карл Иванович Габлиц: Физическое описание Таврической области, по ее местоположению, и по всем трем царствам природы. Iwan Weitbrecht, Санкт-Петербург 1785, S. 198.
- Карл Иванович Габлиц: Географические известия служащие к объяснению прежнего состояния нынешней Таврической Губернии собранные из разных древних и средних времен писателей с тремя картами. 1803.
- Карл Иванович Габлиц: Исторический журнал бывшей в 1781 и 1782 годах на Каспийском море Российской эскадры под командою флота капитана второго ранга Графа Войновича. Типография С. Селивановского, 1809, S. 120.